# Fabienne Gettwart
Fabienne Gettwart (* 3. Januar 1996 in Dreieich-Offenthal) ist eine deutsche Tennisspielerin.

## Karriere
Gettwart, die mit fünf Jahren das Tennisspielen begann, spielt vorrangig auf der ITF Women’s World Tennis Tour, wo sie bislang drei Titel im Einzel und einen im Doppel gewann.

### College Tennis
Gettwart spielte von 2015 bis 2018 für die Houston Bearkats der Sam Houston State University.

## Turniersiege

### Einzel
| Nr. | Datum              | Turnier             | Kategorie | Belag     | Finalgegnerin    | Ergebnis  |
| --- | ------------------ | ------------------- | --------- | --------- | ---------------- | --------- |
| 1.  | 7. April 2024      | Scharm asch-Schaich | ITF W15   | Hartplatz | Katarína Kužmová | 7:5, 6:2  |
| 2.  | 30. Juni 2024      | Alkmaar             | ITF W15   | Sand      | Daria Kuczer     | 7:62, 7:5 |
| 3.  | 14. September 2024 | Dijon               | ITF W15   | Sand      | Veronika Podrez  | 6:4, 6:1  |

### Doppel
| Nr. | Datum           | Turnier | Kategorie | Belag | Partnerin  | Finalgegnerinnen         | Ergebnis |
| --- | --------------- | ------- | --------- | ----- | ---------- | ------------------------ | -------- |
| 1.  | 17. August 2024 | Erwitte | ITF W35   | Sand  | Erika Sema | Kristina Novak Lisa Zaar | 6:4, 6:4 |

## Persönliches
Nachdem sie 2014 ihr Abitur an der Ricarda-Huch-Schule gemacht hatte, studierte sie an der Sam Houston State University in Texas Marketing und Wirtschaftslehre und schloss ihr Studium 2018 erfolgreich ab.